# كامل الأسعد
كامل بك الأسعد (10 فبراير 1932 - 25 يوليو 2010) هو سياسي لبناني، ورئيس مجلس النواب السادس بعد الاستقلال حيث تولّى المنصب ثلاث مرات مختلفة، ويصل مجموع فترة رئاسته إلى 14 سنة و9 أشهر.
يأتي من عائلة سياسية بارزة، فوالده أحمد الأسعد سياسي ترأس بدوره مجلس النواب وتولّى عدة وزرات، أما جده عبد اللطيف الأسعد فانتخب نائبًا في المجلس النيابي الأول والثاني وعرف بمعارضته للإنتداب الفرنسي. يعود نسب العائلة إلى آل علي الصغير، الذين حكموا منطقة جبل عامل لمئات السنين.
أنتخب نائبًا لأول مرّة في 1953، وأعيد انتخابه في 5 دورات مختلفة، كما عيّن وزيرًا للتربية الوطنية والفنون الجميلة ووزيرًا للصحة العامة والموارد المائية والكهربائية في السيتينيات. لعب دورًا مهمًا في وصل الشيخ بشير الجميل لرئاسة الجمهورية، وقام بتأسيس الحزب الديمقراطي الاشتراكي.
تراجع نفوذه السياسي بعد إنتهاء الحرب الأهلية والوصاية السورية على لبنان، فخسر في إنتخابات 1992 و 1996 و 2000، وتدهورت حالته الصحيّة حتى توفي عام 2010 بعد معاناة طويلة مع الأزمة القلبيّة.

## النشأة
في 10 فبراير 1932، ولد الأسعد في قرية الطيبة قضاء مرجعون في جنوب لبنان. تلقّى دروسه الابتدائية والثانوية في مدرسة الحكمة في مدينة بيروت، ثم غادر إلى فرنسا ليكمل دراسته في جامعة سوربون في باريس، ونال إجازة في العلوم السياسية بالإضافة إلى الحقوق في جامعة باريس.

### عائلة الأسعد
تعتبر عائلة الأسعد من أكثر العوائل تأثيرًا ضمن الطائفة الشيعية، وهي إحدى العائلات التي حصلت على لقب "البكاوية"، وهو لقب منحه العثمانيون لبعض العائلات الغنيّة في القرن الثامن عشر. تعود أصول العائلة إلى آل علي الصغير الذين حكموا منطقة جبل عامل بين القرن الرابع عشر حتى القرن التاسع عشر، ويعتقد أنهم تفرّعوا منها بعد تشرد آل علي الصغير خلال فترة أحمد باشا الجزار، ولجأوا إلى عكّار حيث كان يتزعمها آنذاك أسعد بك. إستقبلهم الكثير، وبنوا بناءًا خاصًا بهم، وتقديرًا له، أصبحوا يسمّون كل مولود جديد باسم أسعد، وهي عادة عربية مألوفة. لاحقًا، نسبت كل من الأجيال اللاحقة لأسعدها ظنًا بأنه واحد وإنتشر آل الأسعد.

## حياته العلمية والعملية
- تلقى دراسته الابتدائية والثانوية في مدرسة الحكمة في بيروت، ثم نال إجازة في الحقوق والعلوم السياسية من جامعة سوربون في باريس عام 1952.
- انتخب نائبًا لأول مرة عن دائرة مرجعيون عام 1953، وأعيد انتخابه في الدورات اللاحقة بأعوام 1957 و 1961 (وذلك عندما جرت دورة انتخابات فرعية بسبب شغور مقعد نيابي أثر وفاة والده أحمد الأسعد) و 1964 و 1968 و 1972.
- ترأس المجلس النيابي لأكثر من فترة:
  - من 8 مايو 1964 إلى 20 أكتوبر 1964.
  - من 9 مايو 1969 إلى 22 أكتوبر 1969.
  - من 20 أكتوبر 1970 إلى 16 أكتوبر 1984، حيث خسر انتخابات الرئاسة حينها أمام حسين الحسيني، وغادر بعد ذلك لبنان إلى نيس في فرنسا وأسس فيها مكتب محاماة وظل بها حتى عام 1987 عاد بعدها إلى لبنان.
- عُيّن وزيرًا عدة مرات:[2]
  - وزيرًا للتربية الوطنية والفنون الجميلة بالفترة من 31 أكتوبر 1961 حتى 20 فبراير 1964 في حكومة الرئيس رشيد كرامي في عهد الرئيس فؤاد شهاب.
  - وزيرًا للصحة العامة والموارد المائية والكهربائية بالفترة من 9 أبريل 1966 حتى 6 ديسمبر 1966 في حكومة الرئيس عبد الله اليافي بعهد الرئيس شارل حلو.
- أسس مع الرئيسين سليمان فرنجية وصائب سلام تكتل الوسط النيابي، ولعب دور رئيسي في إيصال فرنجية إلى رئاسة الجمهورية عام 1970، إلا أنه قام بعد عام 1976 بقيادة الحملة النيابية المطالبة باستقالته من رئاسة الجمهورية.
- في يونيو من عام 1970 قام بتأسيس الحزب الديمقراطي الاشتراكي.
- لعب دور مهم في انتخاب الرئيس بشير الجميل رئيسًا للجمهورية.
- ساند اتفاق 17 أيار مع إسرائيل.
- شارك في الانتخابات النيابية سنوات 1992 و 1996 و 2000 لكنه لم يستطع تحقيق النجاح، ولم تسمح ظروفه الصحية من مواصلة حملته عام 2005.

## حياته العائلية
تزوج من غادة الخرسا، وأنجبا:
- أحمد.
- إيمان.
- مها.

وإنفصلا بعد ذلك، وتزوج بعدها من لينا سعد، وأنجبا:
- خليل وعبد اللطيف (توأمان).
- وائل.

## وصلات خارجية
- موقع عظماء من لبنان نسخة محفوظة 3 يونيو 2017 على موقع واي باك مشين.